# Brevikshalvön
Brevikshalvön is een plaats in de gemeente Tyresö in het landschap Södermanland en de provincie Stockholms län in Zweden. De plaats heeft 1817 inwoners (2005) en een oppervlakte van 601 hectare.